# Kathedralbasilika St. Marien

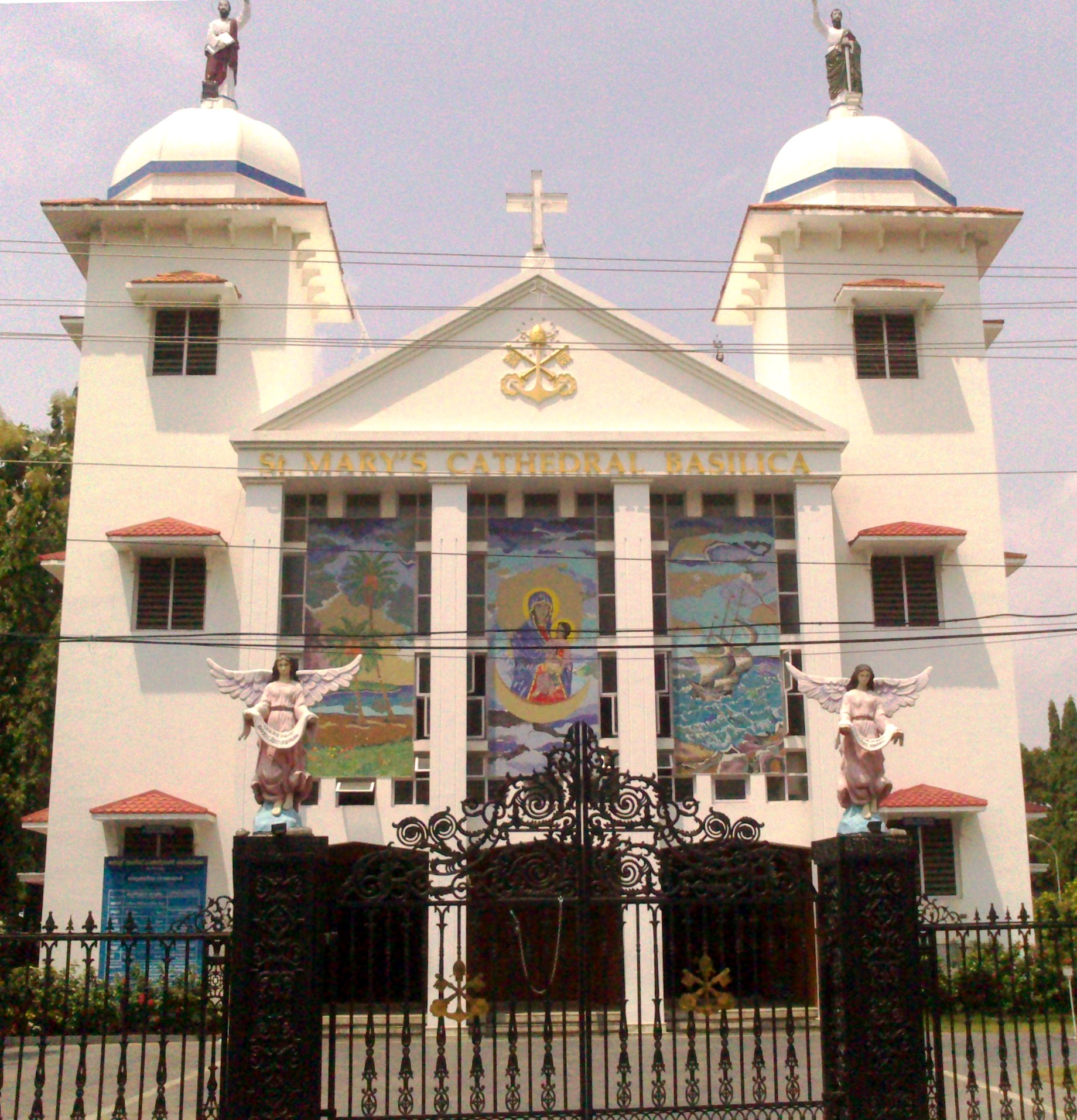
Fassade der Basilika

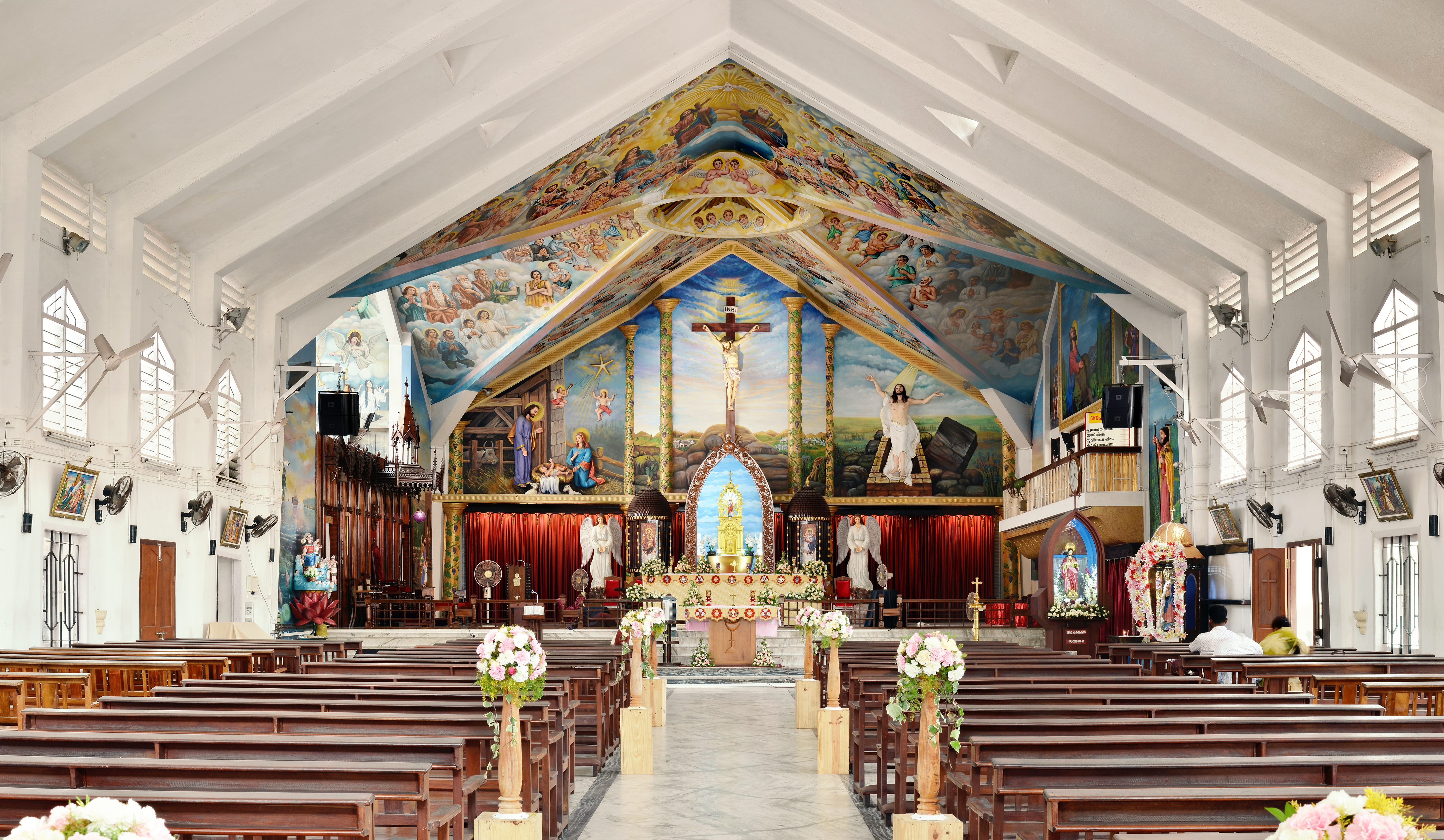
Innenraum der Kathedrale

Die Kathedralbasilika St. Marien (englisch St. Mary’s Cathedral Basilica) ist ein syro-malabarisches Kirchengebäude in Ernakulam bei Kochi im südindischen Bundesstaat Kerala.

## Geschichte
Die Kirche stammt aus dem Anfang des 12. Jahrhunderts. Sie ist auch unter den Namen Nasrani Palli, Anchukaimal Palli oder Thekke Palli bekannt. Seit 1886 ist sie die Kathedrale des Großerzbistums Ernakulam-Angamaly. Sie wurde in ihrer heutigen Form 1905 unter der Leitung von Mar Aloysius Pazheparambil instand gesetzt. Am 20. März 1974 verlieh Papst Paul VI. der Maria gewidmeten Kathedrale zusätzlich den Titel einer Basilica minor.

## Architektur
Die große, geräumige Kathedrale hat einen Altar, den Papst Johannes Paul II. am 7. Februar 1986 in Indien nutzte. Der Altar von K. K. Madhavan zeigt die Geburt, Kreuzigung und Auferstehung Jesu Christi. Die zwei 20 Meter hohen Türme der Eingangsfassade zeigen auf der Vorderseite Statuen der Apostel St. Peter und St. Paul, der Glockenturm mit etwa 27 Metern Höhe trägt die Statue des Apostels St. Thomas.